# G. Klampfer Elektroanlagen
Die G. Klampfer Elektroanlagen GmbH  ist ein Unternehmen, das im Bereich der technischen Gebäudeausrüstung (TGA) tätig ist. Der Hauptsitz des Unternehmens befindet sich in Leonding bei Linz in Oberösterreich. Die G. Klampfer Elektroanlagen GmbH ist mit ihren acht verbundenen Unternehmungen in mehr als 35 Ländern operativ tätig und beschäftigt rund 300 eigene Mitarbeiter und weitere 800 Mitarbeiter über Vertragspartner.

## Geschichte
Das Unternehmen wurde 1985 von Gerhard Klampfer in Leonding gegründet und entwickelte sich in Bezug auf Größe des Umsatzes und Anzahl der Mitarbeiter stetig weiter. Die Expansion machte 2002 die Übersiedlung in eine neue Unternehmenszentrale in der Paschinger Straße 59, Leonding erforderlich. 2007 wurde ein neu errichtetes Logistikzentrum in der Paschinger Straße 104, Leonding in Betrieb genommen. 2012 wurde in eine neu errichtete Unternehmenszentrale beim Logistikzentrum übersiedelt und die vorherrschende Verteilung auf drei Standorte beendet.
2007 verstarb der Unternehmensgründer Gerhard Klampfer unerwartet. Seitdem ist die Gerhard Klampfer Privatstiftung, gegründet auf den Todesfall, Eigentümer der Klampfer Holding GmbH und somit auch der G. Klampfer Elektroanlagen GmbH.
Geschäftsführer der G. Klampfer Elektroanlagen GmbH ist Michaela Klampfer, MBA und Christian Mayer, MBA.

## Konzernstruktur
Die G. Klampfer Elektroanlagen GmbH ist Tochter der Klampfer Holding GmbH, welche wiederum im Eigentum der Gerhard Klampfer Privatstiftung steht.
Folgende verbundene Unternehmungen sind relevant:
- Gerhard Klampfer Privatstiftung
  - Klampfer Holding GmbH, Leonding, Österreich
    - G. Klampfer Elektroanlagen GmbH, Leonding, Österreich
    - Klampfer Deutschland GmbH, München, Deutschland
    - EGMS SRL, Bukarest, Rumänien
    - Klampfer Building Services, Bălți, Moldawien

## Produkte
G. Klampfer Elektroanlagen ist spezialisiert auf die schlüsselfertige Errichtung gesamter gebäudetechnischer Einrichtungen für Industrie, Gewerbe und Hotellerie. Dies umfasst die Entwürfe, die Planung, Materiallieferung und betriebsfertiger Montage folgender Hauptgewerke:
- Elektroanlagen
- Heizungsanlagen
- Lüftungsanlagen
- Klimaanlagen
- Sanitäranlagen
- Feuerschutzeinrichtungen
- Gebäudeleittechnik
- Prozessmedientechnik (z. B. Druckluft, Kühl- und Dampfmedien …)
- Green Energy
- Automatisierung

## Auszeichnungen
- 2012: Staatliche Auszeichnung (Österreichischer Staatswappenträger)[2]
- Zertifikat Leitbetriebe Austria[3]